# Hanchuan
Koordinaten: 30° 35′ N, 113° 41′ O
Die Stadt Hanchuan (chinesisch 汉川市, Pinyin Hànchuān Shì) ist eine kreisfreie Stadt in der chinesischen Provinz Hubei. Sie gehört zum Verwaltungsgebiet der bezirksfreien Stadt Xiaogan. Hanchuan hat eine Fläche von 1.522 km² und 1.038.300 Einwohner (Stand: Ende 2019).